# Zambratija
Zambratija (en italien : Zambrattia) est une localité de Croatie située en Istrie, dans la municipalité d'Umag, dans le comitat d'Istrie. En 2001, la localité comptait 443 habitants.

## Démographie
| 1948 | 1953 | 1961 | 1971 | 1981 | 1991 | 2001 |
| ---- | ---- | ---- | ---- | ---- | ---- | ---- |
| 400  | 301  | 317  | 291  | 325  | 495  | 443  |

## Histoire
En 2008, un pêcheur de Zambratija découvre à 600 mètres de la plage l'épave d'un bateau cousu datant du XIIe siècle av. J.-C.,.